# Cornuscoparia meeki
Cornuscoparia meeki là một loài bọ cánh cứng trong họ Cerambycidae.